# Вяц
Вяц (нем. Waetz), также мы́за Вя́этса (эст. Väätsa mõis) — рыцарская мыза в волости Тюри уезда Ярвамаа, Эстония. Находится на территории посёлка Вяэтса. Согласно историческому административному делению мыза относилась к приходу Тюри. В годы Российской империи находилась на территории Эстляндской губернии и относилась к приходу Тургель.

## История мызы
Мыза была основана старостой Кексгольмского лена Магнусом фон Ниродом (Magnus von Nieroth) вероятно в 1620—1630 годах (во времена шведского правления). Земли нескольких эстонских деревень были подарены ему 20 июня 1621 года королём Швеции Густавом II Адольфом, и мыза получила название тогдашней деревни Вяэтса, став её центром.
В руках фон Ниродов мыза оставалась до 1686 года, когда Анна Элизабет фон Нирод (Anna Elisabeth von Nieroth) заложила её Клаусу фон Бараноффу (Klaus Johann von Baranoff), который позже выкупил мызу. В собственности дворянского семейства Баранофф мыза находилась почти два столетия.
На рубеже XVII и XVIII веков центр мызы был впервые отстроен в представительном виде. В то время на террасах, расположенных на разной высоте, был создан симметричный парк в стиле барокко (т. н. французский парк), в одном из концов которого предположительно и было возведено главное здание (господский дом) мызы (в настоящее время там находится холмик погреба), а в другом конце — пруд с круглым островком. От старого господского дома при строительстве нового здания была использована одна сохранившаяся внутренняя дверь.
На военно-топографических картах Российской империи (1846–1863 гг.), в состав которой входила Эстляндская губерния, мыза обозначена как Вяцъ.
4 мая 1870 года мызу купил Карл Иоганн фон Зейдлиц, и она оставалась в собственности семьи Зейдлицев до национализации в 1919 году; её последним владельцем был Иоганн Антон фон Зейдлиц (Johann Anton von Seydlitz).

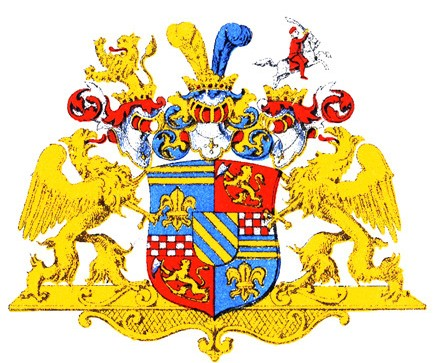
Герб графов Ниродов
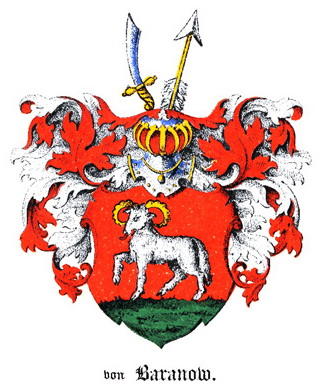
Герб балтийских дворян Баранофф
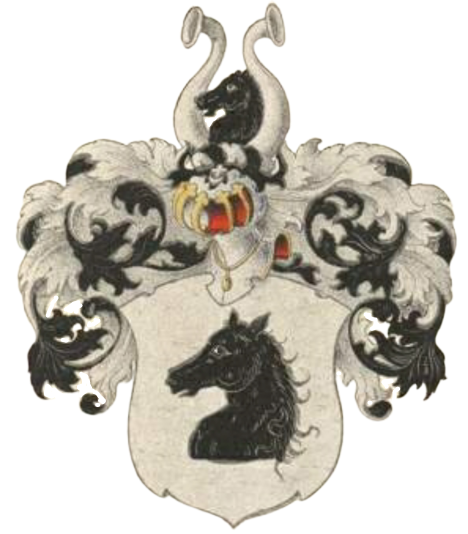
Герб дворян Зейдлиц

## Главное здание
Нынешнее главное здание мызы в стиле раннего классицизма было построено в 1796—1800 годах. Представляет из себя каменный дом с высоким цоколем и вальмовой крышей. И на переднем, и на заднем фасаде — центральный ризалит с треугольным фронтоном. Вокруг всего здания идёт зубчатый карниз. На внешних углах — закруглённые уступы. Расположение комнат несимметричное. Комнаты в центре задней стороны дома украшают ионические пилястры как внутри, так и снаружи.
В 1925 году в главное здание мызы переехала местная школа, которая работает в нём и в настоящее время. В 1970-х годах к зданию была добавлена трёхэтажная пристройка, которая частично скрывает его первоначальный передний фасад.
Мызное здание реставрировалось в три этапа. Сначала была восстановлена первоначальная черепичная кровля, в 2002 году — стильный главный зал с зеркальным потолком, где из разрушенных во времена работы школы трёх колонн была восстановлена только одна. Третья и самая основательная реставрация была осуществлена на средства Королевства Норвегии в 2010-2011 годах, в ходе которой была обновлена вся оставшаяся часть здания. В почти первоначальном виде были восстановлены фасады (ликвидирована позднейшая штукатурка набрызгом), установленные до этого пластиковые окна были заменены на деревянные окна с приближённым к первоначальному видом. В центре заднего фасада был добавлен маленький балкон. Во внутренних интерьерах был ликвидирован ранее добавленный к основному этажу центральный коридор, который расчленил несколько первоначальных зальных комнат; также была восстановлена анфиладность помещений. В нескольких комнатах основного этажа были отчищены и частично отреставрированы фризные и потолочные рисунки.
Главное мызное здание, наряду со школьными нуждами, также используется для проведения различных праздничных мероприятий и конференций.

## Парк
Сохранилась больша́я часть мызного парка в стиле барокко, в том числе расположенные на разных высотах террасы и пруд. Парк приводили в порядок в 2010—2011 годах; в ходе этих работ был построен мостик к островку на пруду, а на островке — парковый павильон в стиле классицизма.
Парк мызы внесён в Государственный регистр памятников культуры Эстонии (при инспектировании 23 июля 2018 года находился в плохом состоянии). Также в регистр внесена парковая ограда с арочными воротами (при инспектировании 6 апреля 2017 года находилась в плохом состоянии).

## Мызный комплекс
В дополнение к главному зданию на мызе в разные времена было возведено несколько вспомогательных (хозяйственных) построек. Они располагались вразброс и не были сориентированы ни по главному зданию, ни по его въездной площадке.
В годы, когда мызой владело семейство Зейдлиц, на юго-востоке от мызного парка была построена водочная фабрика, к настоящему времени разрушенная. В изменённом виде сохранился стильный скотный двор. Сохранились также сильно перестроенные амбар и каретник-конюшня. Остальные возведённые в то время постройки разрушены, в их числе ветряная мельница в голландском стиле и гумно.
В колхозное время скотный двор мызы был перестроен в склады. От деревянного дома управляющего L-образной формы, располагавшегося между парком и рекой, сохранилось короткое крыло, а длинное — параллельное реке — снесено.
Каретник-конюшня была перестроена в 1980-х годах в гостевой дом. В связи с этим был частично изменён облик здания, но сохранились изначальные арочные окна, которые у амбара пропали уже в 1920—1930-е годы. Сейчас в здании работает гостевой дом «Вана Талль» (“Vana Tall”).
В Государственный регистр памятников культуры Эстонии внесены 3 объекта мызного комплекса:   
- главное здание (при инспектировании 07.07.2020 его состояние было оценено как удовлетворительное)[3];
- скотный двор —  комплекс хозяйственных построек в стиле историзма, состоящий из трёх флигелей, окружающих внутренний двор, и ограды из бутового камня; при инспектировании 19 марта 2019 года находился в аварийном состоянии[7];
- амбар — одноэтажное длинное здание с фасадом из оштукатуренного бутового камня, покрытое двускатной крышей; построен во второй половине 19-го столетия; при инспектировании 6 июля 2016 года находился в плохом состоянии[8].

## Галерея

Главное здание мызы (школа Вяэтса), 1938 год
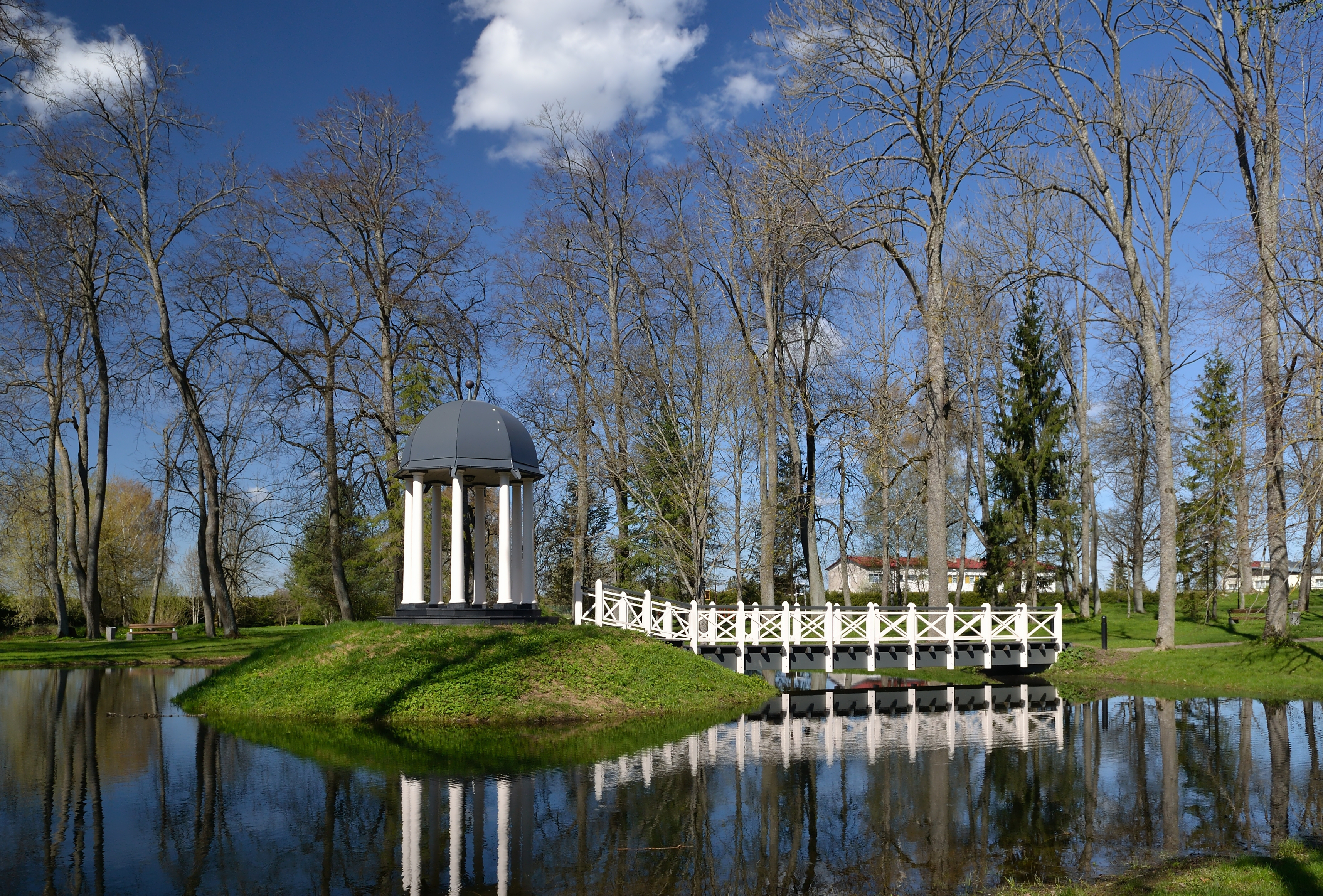
Мызный парк
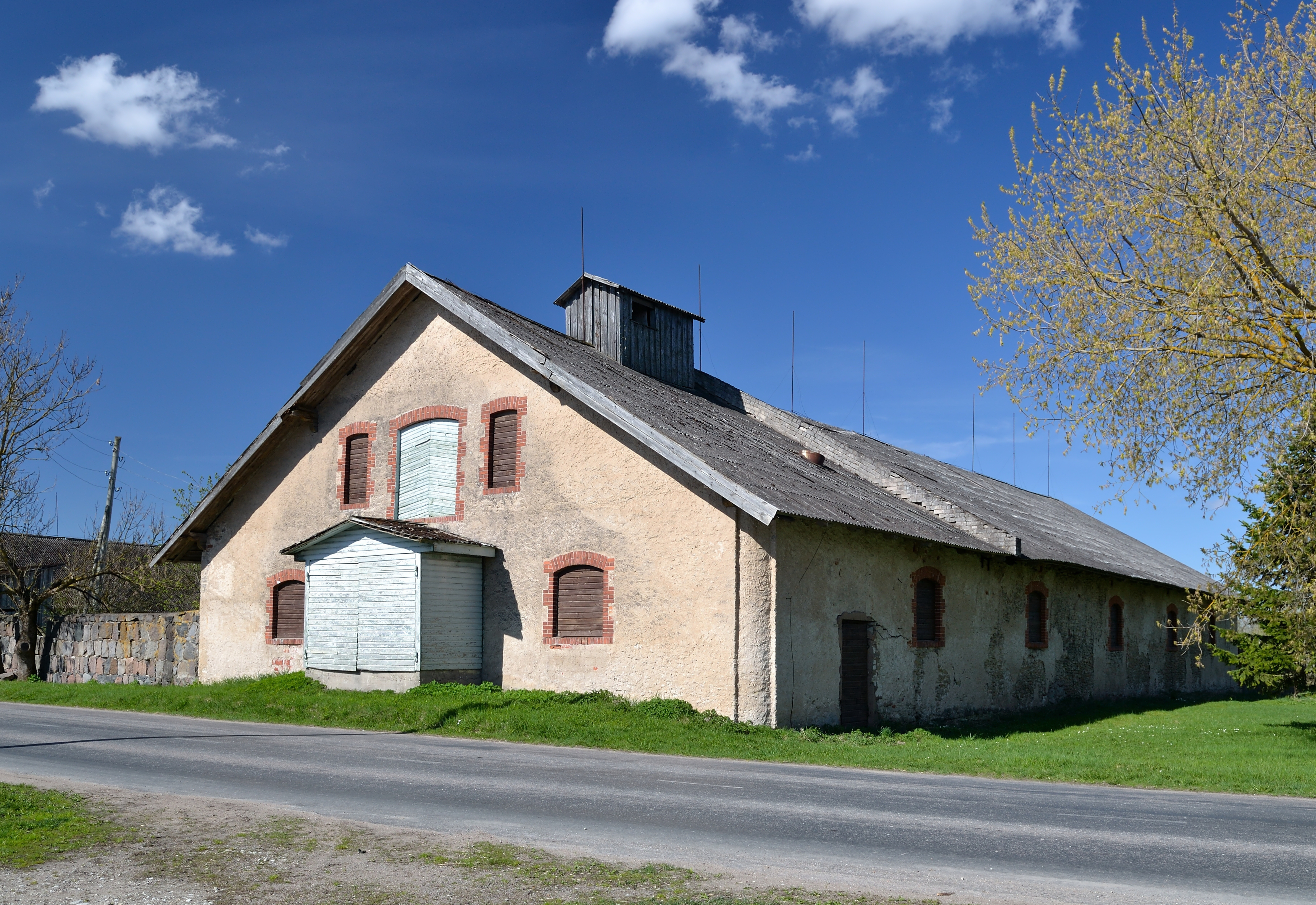
Хлев